# Badkhyzembia krivokhatskyi
Badkhyzembia krivokhatskyi is een insectensoort uit de familie Paedembiidae, die tot de orde webspinners (Embioptera) behoort. De soort komt voor in Turkmenistan.
Badkhyzembia krivokhatskyi is voor het eerst wetenschappelijk beschreven door Gorochov & Anisyutkin in 2006.